# Naíma Acuña
Naíma Acuña Rodríguez (* 1988 in London) ist eine spanische Jazzmusikerin (Schlagzeug, Komposition).

## Leben und Wirken
Acuña wuchs zunächst in England auf, wo ihr Vater, der Gitarrist José A. Acuña, Musik studierte. Mit vier Jahren zog sie mit ihren Eltern nach Spanien, zunächst nach A Coruña, dann nach Zalaeta. Mit neun Jahren begann sie, Klavier zu spielen. Sie spielte früh in einer Band, wo sie mit zwölf Jahren zum Schlagzeug wechselte. Sie setzte ihr Ausbildung an der Grande Obra de Atocha fort und machte dann das Abitur in Adormideras. Dann besuchte sie die Guildhall School of Music in London und kehrte zurück, um am Conservatorio Superior in A Coruña eine Spezialisierung in Jazz zu erwerben.
Mit dem Alfonso Calvo Septet nahm Acuña 2016 das Album Sea Ahead auf. Ferne gehörte sie zu den Immaculate Fools und trat mit Loquillo, Estopa und Hombres G. auf. Mit dem Quartett von Greg Osby tourte sie in Mitteleuropa. Im João Barradas Project trat sie international mit Mark Turner bzw. Ben van Gelder auf. 
war sie Mitglied des Tango & Jazz Trio von Federico Lechner. Weiterhin begleitete sie John Escreet, Roy Hargrove, Mulgrew Miller, Miki Hayama, Liberty Ellman, Jean Toussaint, Christian Escoudé, C. Tangana, Nikki Iles und John Taylor. 2022 legte sie mit Victor Antón, Juan Sebastián Vázquez und Javier Moreno das Album Centennial Light vor. Mit dem Saxophonisten Daniel Juárez ist sie auf dem Album Reflexividad zu hören.